# Birba - Micio combinaguai
Birba - Miciocombinaguai  (Cats and Peachtopia) è un film del 2018 diretto da Gang Wang.

## Trama
Birba è un gattino calico che vive in un grattacielo fugge dal luogo dove abita col padre Oscar per andare alla ricerca della mitica Miciolandia. Il padre andrà alla sua ricerca con l'aiuto di un pappagallo affrontando i propri fantasmi.

## Distribuzione
Il film è stato distribuito dal 18 luglio 2019.